# Zucht- und Trabrennverein Straubing
Der Zucht- und Trabrennverein Straubing 1873 e. V. ist der älteste deutsche Trabrennverein. Er betreibt die Trabrennbahn in Straubing und veranstaltet jährlich rund 20 Renntage mit im Schnitt bis zu zehn Rennen.

## Geschichte
Pferderennen werden in Straubing bereits seit dem 14. Jahrhundert gelaufen. Damals hießen sie noch Scharlachrennen und wurden noch nicht nach strengem Reglement gelaufen. Erst 1873 gründete sich in Straubing ein Trabrennverein.

### Gründung
Am 19. Mai 1873 fand die erste Mitgliederversammlung statt und der älteste Trabrennverein Deutschlands wurde gegründet. Schon im Oktober darauf wurden die ersten Rennen durchgeführt. Die Rennen wurden auf der so genannten Hagenwiese gelaufen, dem heutigen Volksfestplatz. Die Stadt stellte dem Verein das Gelände zunächst kostenlos zur Verfügung, doch unter dem Vorsitzenden Johann Hochgraßl nahm der Trabrennverein zu Beginn des 20. Jahrhunderts den Bau einer eigenen Rennbahn im Straubinger Süden in Angriff. Umgerechnet 40.000 Euro kostete die Anlage, die nach dem Vorbild der kaiserlichen Rennbahn Baden bei Wien gebaut und am 12. Mai 1901 feierlich eingeweiht wurde.

### 1904–1959
Seit 1904 heißt der Verein offiziell Zucht- und Trabrennverein – ein Name. 1908 wurde der erste Totalisator eingesetzt. Der Erste Weltkrieg unterbrach jedoch das Geschehen auf der Rennbahn – erst 1919 wurde wieder veranstaltet. Während der Weltwährungskrise wurde der Verkauf der Rennbahn erwogen. Zudem wurde zur selben Zeit bei einem Brand im Hauptgebäude im Jahr 1923 ein Flügel mit Stallungen zerstört. Doch zum 50-jährigen Bestehen 1923 ging es wieder aufwärts, die Gebäude wurden wieder aufgebaut. Noch heute sind in dem historischen Gebäude Stallungen und das Rennsekretariat untergebracht.
1930 genehmigte das Landwirtschaftsministerium eine Wettannahmestelle für alle bayerischen Rennplätze in der Bernauergasse. Die Einnahmen wurden zur grundlegenden Renovierung des Renngeländes verwendet. Ein neuer Turm, Stallungen und ein Portal entstanden im Laufe der folgenden Jahre. Und auch im Zweiten Weltkrieg ging der Rennbetrieb zunächst weiter. 1940 wurde das Trabergestüt gegründet. In den Kriegsjahren wurde jedoch die Rennbahn stark beschädigt. Bomben schlugen auf dem Renngeläuf ein. Doch ab 1945 fanden wieder Rennen statt – auch, wenn die Währungsreform den Verein um die letzten Geldreserven brachte. Nur mit Hilfe der bayerischen Traber-Dachorganisation konnten die Straubinger weiter veranstalten.

### 1960 – heute
1960 übernahm Anton Seibold den Vorsitz und sollte fortan 37 Jahre lang den Verein führen. Von Straubing aus übernahm er Verantwortung als Präsident des deutschen Hauptverbandes für Traber-Zucht und -Rennen, ebenso beim europäischen Dachverband UET. Zum ersten Mal auf einer bayerischen Bahn kam ein Startauto zum Einsatz, Lautsprecher- und Flutlichtanlage und neue Stallungen wurden errichtet, 1969 entstand ein neues Tribünenhaus. Die alte Holztribüne musste 1989 der Ejadonhalle weichen. Später sorgte die Einführung des elektrischen Totos für Furore bei den Wettern. Heute ist Wetten auch via Internet möglich.
Der Zucht- und Trabrennverein rutschte in den 1990er Jahren in die Verschuldung. Im Jahr 2003 hatte der älteste Trabrennverein Deutschlands rund 1,2 Millionen Euro Verbindlichkeiten. Durch einen Teilgrundstücksverkauf, in dessen Folge das Renngeläuf um 100 Meter verkürzt wurde, konnte der Verein nur teilweise entschuldet werden. Das Personal musste entlassen werden, Ansätze einer modernen Betriebsführung wurden eingeführt.
Im Jahr 2007 stand der Rennverein erneut kurz vor der Insolvenz. In letzter Minute entschieden die Mitglieder, das Kaufangebot der Familie Lindinger aus Aschheim bei München, Besitzer des erfolgreichen Stalles Wieserhof und passionierte Pferdebesitzer, anzunehmen. Die Trabrennbahn Straubing hat einen neuen Besitzer, der das Areal dem Verein zur Abhaltung von Pferderennen weiterhin zur Verfügung stellt.
Seit Februar 2008 ist Josef Schachtner der Vorsitzende Zucht- und Trabrennvereins, sein Stellvertreter ist Dr. Reinhard Schmidt. Mit Schachtner hat der älteste Rennverein Deutschlands den jüngsten Vorsitzenden.

### Bekannte Pferde
Der Straubinger Hengst Ejadon schrieb Trabergeschichte. Zusammen mit Simmerl machte er die Traberstadt Straubing international bekannt, beide gewannen fast alle wichtigen Prüfungen in Deutschland und feiern prominente Siege in Europa. Das bis 2004 ausgetragene Rennen Nr. 4 für den Zweijährigen-Jahrgang, immer ausgetragen am zweiten Volksfestsamstag, lockte jährlich die deutsche Fahrerelite in den Gäuboden.